# 松山空港

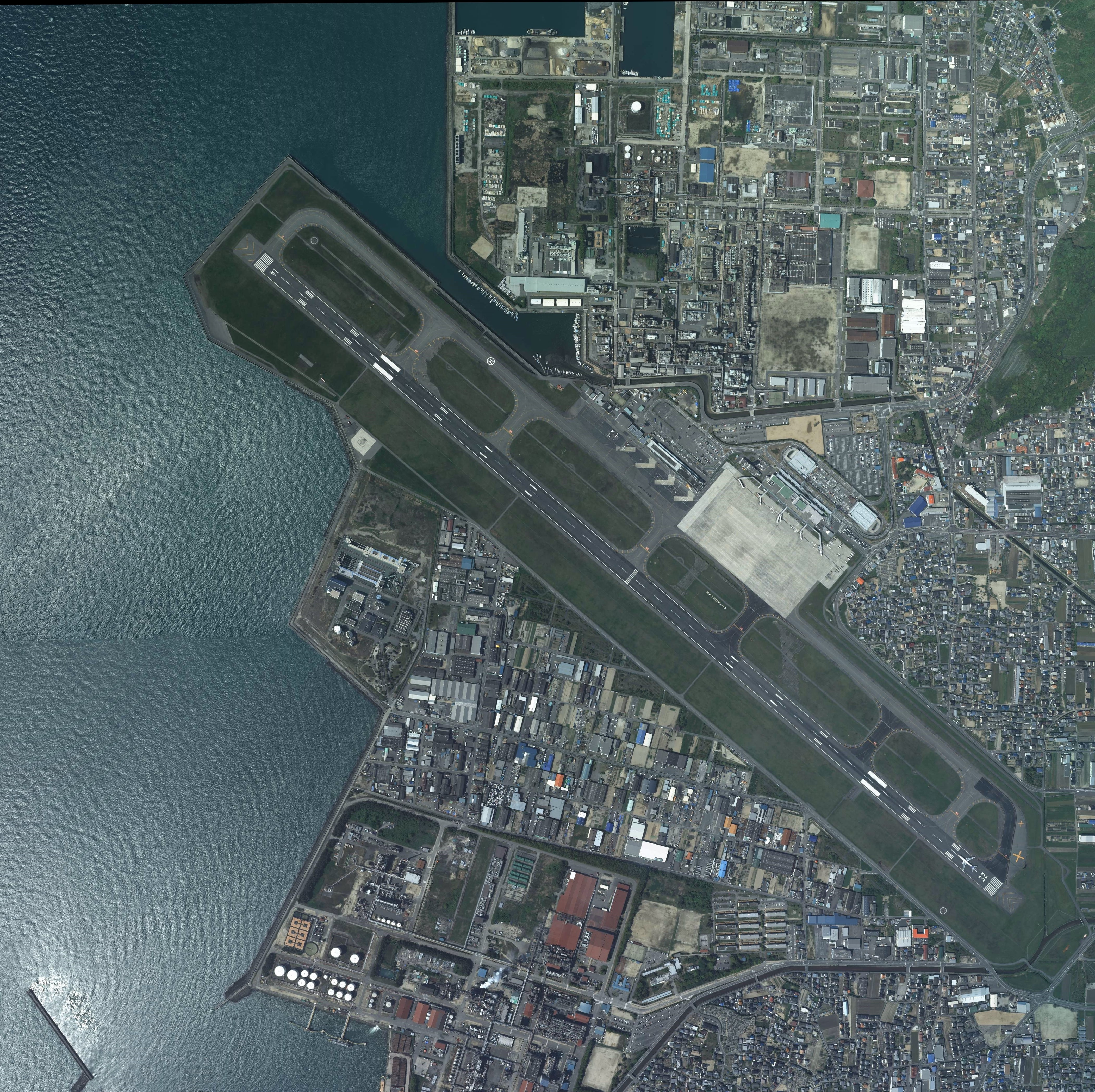
2010年撮影の松山空港付近の空中写真。
。2010年撮影の3枚を合成作成。

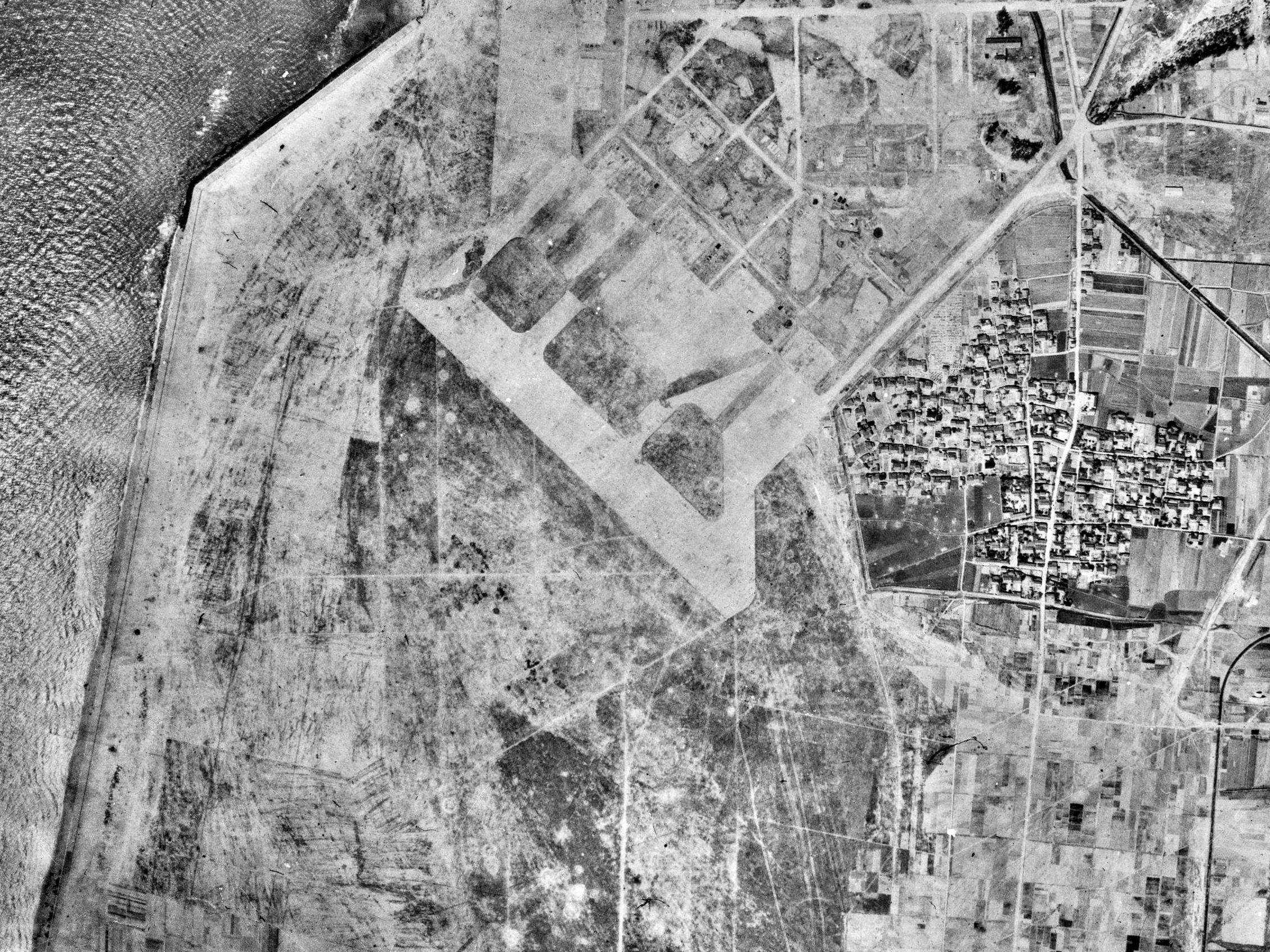
海軍松山基地跡の空中写真（1947年）
現在の松山空港の前身

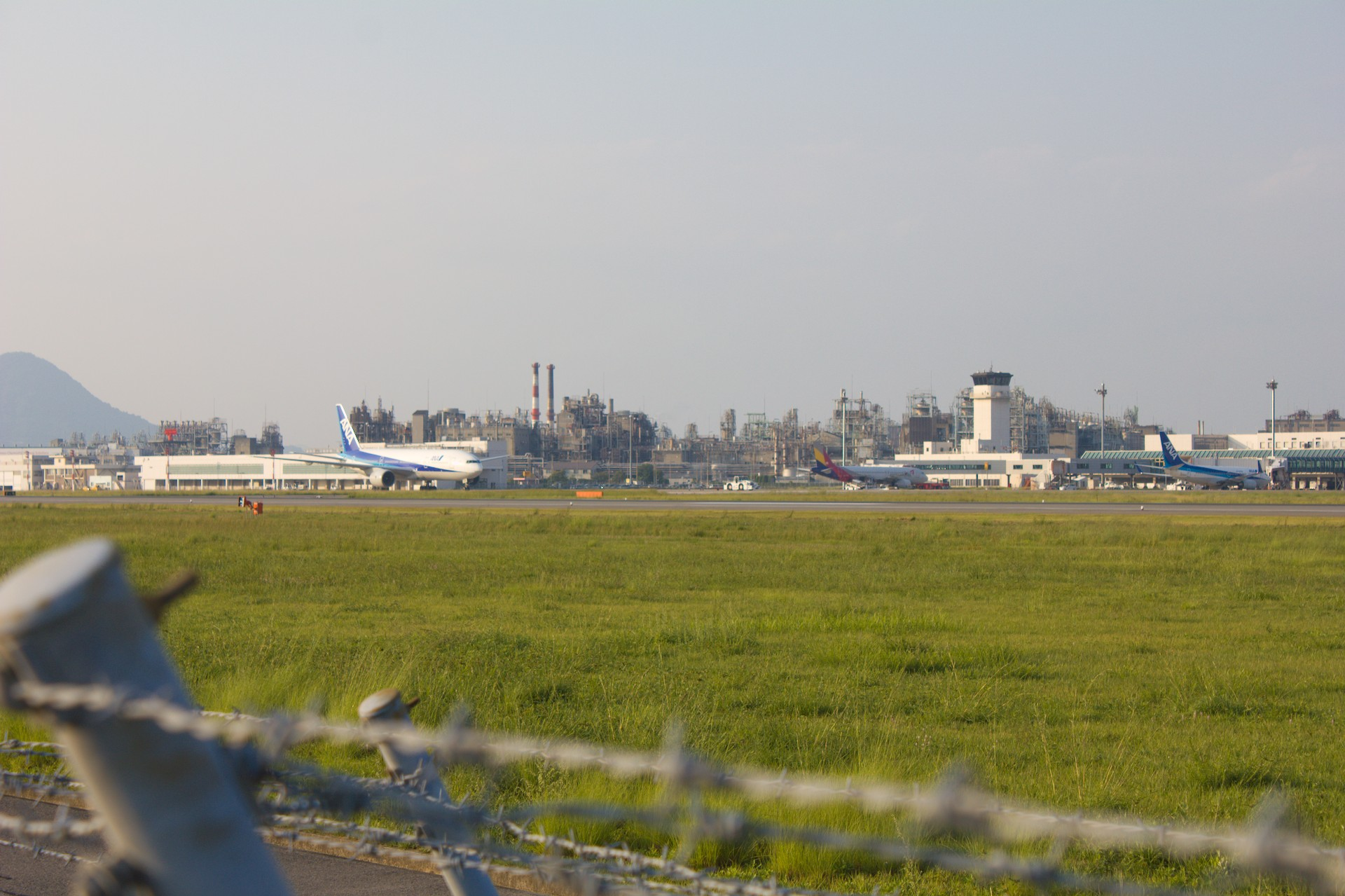
松山空港遠望

松山空港（まつやまくうこう、英: Matsuyama Airport）は、愛媛県松山市にある国管理空港。

## 概要
松山市中心部の西約6キロメートルの伊予灘に面した海岸線に位置する。空港法に基づく国管理空港で、国土交通大臣が設置管理する。主に民間航空に利用されており、中国・四国地方の空港で旅客数は最多である。
前身は、1943年に開設された海軍航空隊の飛行場で、終戦とともに連合国軍が接収。1956年から国内線に利用され、1958年に空港整備法に基づく第二種空港に指定。1995年から国際線の定期便が就航した。
平行誘導路を備えた2,500メートルの滑走路1本のほか、旅客ターミナルビル、エプロン、管制施設などを有する。
航空機の優先進入路は海側に設定されており、半径10キロメートルの航空交通管制圏は、大阪航空局松山空港事務所が管制を行っているが、その上空の高度約4,500メートルまでの空域にはアメリカ海兵隊岩国基地が管理する岩国進入管制区が設けられており、国内の空港（共用空港を除く）では唯一、米軍が航空機の進入管制を行う。

## 統計

### 利用者数
元のウィキデータクエリを参照してください.

2017年度の年間利用客数は305万4,883人（国際線4万6,656人、国内線300万7,827人）で、着陸回数、利用者数は、日本の空港の中でともに第15位となっている。

## 歴史
日本海軍が設営した松山海軍航空基地（通称、吉田浜飛行場）が前身。
太平洋戦争中には9つの航空隊および基地部隊として内海空本隊が展開したほか、基地の北側に隣接して予科練教育航空隊である松山海軍航空隊が置かれた。軍用飛行場としての名残は、現存する３基の掩体壕や隧道壕跡等にも見てとれる。

### 沿革
- 1941年 - 海軍呉建築部の下、土木工事を内務省神戸土木出張所、建築工事を錢高組が担当して工事を開始する。
- 1943年10月 - 第一期工事が終了し、松山海軍航空基地として使用を開始する。
- 1944年4月 - 第二期工事として、掩体、隧道、誘導路の工事を開始する。
- 1943年-1945年 - 第263空（戦闘機隊・豹部隊）、第341空（戦闘機隊・獅子部隊）、第653空（母艦部隊）、第541空（艦爆隊・響部隊）、第601空（母艦部隊）、二代目第343空（戦闘機隊・剣部隊）、171空（偵察機隊、翔部隊）、721空（神雷部隊）、大和空第二千早隊（中練特攻隊）の各航空隊のほか、基地部隊として内海空本隊が展開する。
- 1945年 - 連合国軍に接収される。なお、朝鮮戦争時には米英軍が使用した。
- 1952年7月 - 連合国軍による接収が解除される。旧基地のエプロン部分を滑走路とし、民間空港として整備する[10]。
- 1956年3月 - 大阪国際空港との間で民間旅客輸送を不定期便にて開始する。
- 1958年2月 - 空港整備法に基づく第二種空港として指定される[10]。
- 1959年10月 - ターミナルビル（初代）が完成。1,200 メートル滑走路の供用を開始する[10]。
- 1966年11月13日 - 全日本空輸のYS-11が着陸に失敗して伊予灘に墜落、乗員乗客全員が死亡した。
- 1968年 - ターミナルビル（2代目）が完成。
- 1972年4月16日 - 2,000 メートル滑走路の供用を開始し、中・四国で初めて（全国で6番目）のジェット化空港となる[10]。
- 1973年6月 - 海側からの離着陸を基本とする航空機騒音軽減運航（優先滑走路方式）規制を開始する[10]。
- 1978年11月 - ターミナルビルの運営会社「松山空港ビル」を設立する[10]。
- 1979年4月 - 初の国際チャーター便（香港行き）が就航する[10]。
- 1991年12月12日 - 延長2,500 メートルの滑走路および、旅客ターミナルビル（3代目）の供用を開始し、ジャンボジェット機の就航が可能となる[10]。
- 1992年
  - 1月 - 松山空港利用促進協議会が設立される（愛媛県、松山市、経済団体、関係企業で構成）[10]。
  - 9月 - 新たな貨物ターミナルビルの供用を開始する[10]。
- 1994年12月 - 国際線ターミナルビルの供用を開始する[10]。
- 2005年7月 - 運用時間を14時間に延長する（7時30分から20時30分だったものを、21時30分まで延長）[10]。
- 2007年4月 - 日本国内の空港では初の、エプロンルーフの運用を開始する[要出典]。
- 2008年1月 - 帰省ラッシュ時に、出発ロビー内にポンジュースの蛇口を設置する[11]。
- 2013年
  - 6月11日 - 成田空港線（ジェットスター・ジャパン）が就航。国内線としては中四国で初めてのLCCの就航となった[12]。
  - 10月11日・14日 - チャイナエアラインにより台北松山空港とのチャーター便が運航される。 同名の空港同士を結ぶ航空便は世界初[13]であるほか、民間航空会社による台北松山空港発着チャーター便も初[14]。  この後、台北松山空港および台北桃園空港とのチャーター便が、JALやANA[15]、ファーイースタン航空[16]、エバー航空[17]などにより運航される。
- 2014年2月1日 - 関西国際空港線（ピーチ・アビエーション）が就航、LCCは2社となった[18]。
- 2017年5月 - 松山VOR/DMEが、空港敷地内へ移転[要出典]。
- 2022年12月30日 - 愛媛県が誘致活動をしているベトナム路線開設への一歩として、ベトナム初がハノイから松山初がホーチミンを訪れるツアーが催行され、ベトジェットエアのチャーター便が1往復運航された。このチャーター便運航が松山空港コロナ禍後初の国際線となった[19]。
- 2023年
  - 3月25日 - アイベックスエアラインズが名古屋(セントレア)線を仙台発着便強化のため運休。これにより事実上松山からアイベックスエアラインズが撤退[20]。
  - 3月26日 - チェジュ航空がソウル(仁川)線をコロナ前の週3便から増便した週5便で再開(月火木土日)。
  - 7月25日 - エアプサンが初就航し、釜山へインバウンド専用の定期チャーター便を運航。8月15日まで計10便。
  - 10月29日 - チェジュ航空がソウル(仁川)線を週5便から1日1便へ増便。松山空港初の国際線デイリー運航となる。
  - 11月18日 - エアプサンが釜山線を週3便(水金日)新規開設。地方唯一の釜山定期便に。
- 2024年
  - 3月6日 - エバー航空が台北(桃園)線を週2便(水日)で再開。
  - 3月31日 - エアプサンの釜山線がA321からA320へ小型化。
  - 4月17日 - 国際線旅客ビル拡張[21]
  - 6月11日 - チェジュ航空がソウル(仁川)線を1日1便から週12便へ増便。
  - 9月16日 - エアプサンが釜山線を週3便から週5便(月水木金日)へ増便。
  - 10月27日 - エバー航空が台北(桃園)線を週2便から週3便(水木日)へ増便。
  - 10月27日 - エアプサンが釜山線を週5便から週6便(月以外)へ増便。
  - 10月27日 - チェジュ航空がソウル(仁川)線を週12便から1日2便へ増便。
- 2025年
  - 3月17日 - エバー航空が台北(桃園)線を週3便から週5便(月水木金日)へ増便。
  - 3月30日 - エバー航空が台北(桃園)線を4月16日まで週5便から1日1便へ増便。以降は週3便。
  - 3月30日 - エアプサンの釜山線が韓国で機材整備時間などが増え、機材運用の都合上、週6便から週3便(火金日)へ減便。但し、A320からA321へ大型化。
  - 6月28日 - エバー航空が8月5日までの期間限定で週3往復から週5往復(火水木土日)に増便。7月19日からは火土の運航便は午前発着のダイヤから夜間発着へ時刻が変更される。
  - 7月3日 - 中国東方航空が上海（浦東）線を週2便（木日）で運行再開予定。
  - 10月26日 - エアプサンが釜山線を週3から1日1便へ増便。また機材はA321を維持。
  - 11月18日 - エバー航空が12月6日までの期間限定で週3往復から週5往復(火水木土日)に増便予定。

## 施設

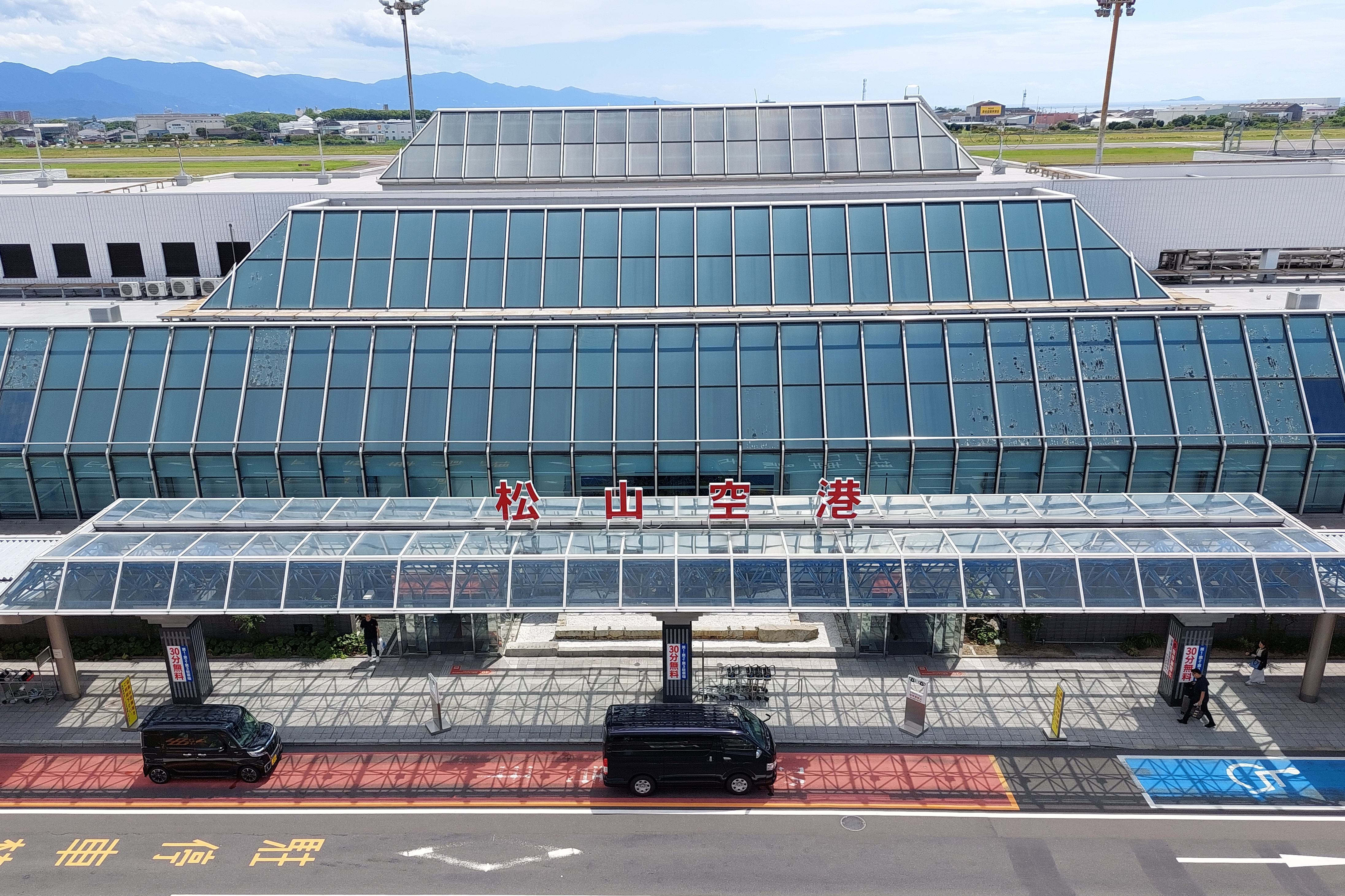
空港ビル中央部

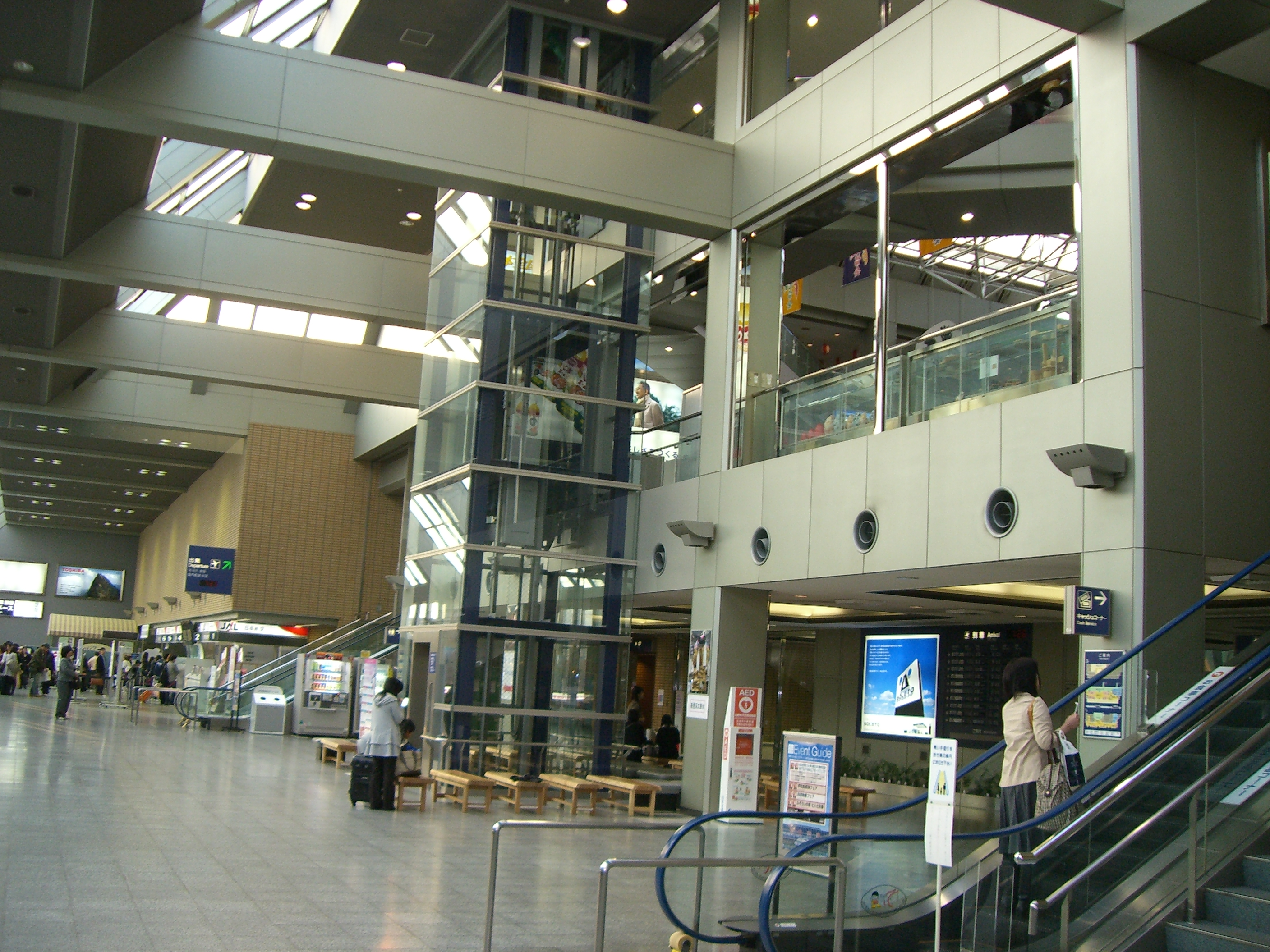
旅客ターミナル1階

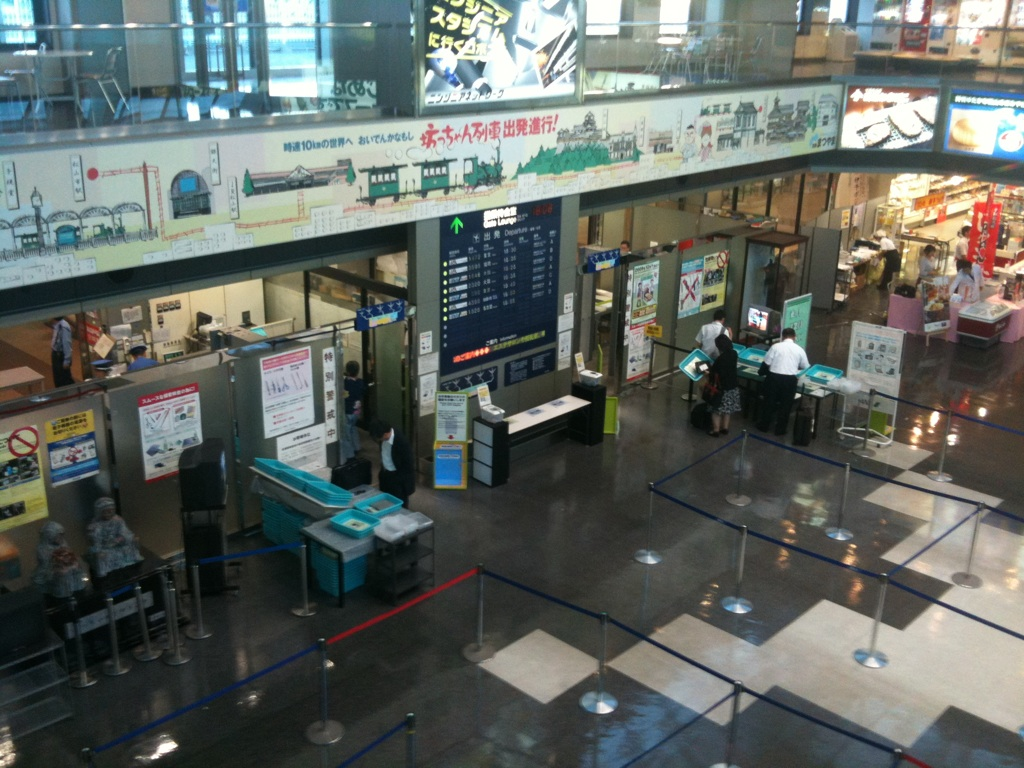
旅客ターミナル2階

国内線ターミナル全体の構造としては、入口から見て1階は中央の到着ロビーを境に右手にANAのカウンター、左手にJAL、Jet Starのカウンターが配置されている。かつて存在したJASのカウンターは現在のJet Starカウンターの位置に設けてあった他、一時期就航していたPeachのカウンターはANAカウンターのうち、当時使用されていなかった西側の区画が割り当てられていたが、運休に伴う撤退後は空き区画となっている。国際線カウンターは国際線エリアのANAカウンター寄りの位置に就航各社共用の形で設けられていたが、2024年3月の国際線エリア拡張に伴い、国際線到着ロビーの西側に新たにカウンターが新設された。新設されたカウンターをA、既存カウンターをBとして運用し、同時間帯に2社以上の国際線取扱いが可能となっている。
ターミナル左端には四国八十八ヶ所巡りやサイクリング目的での利用客の為に更衣室が設けられている。2階は出発保安検査場が中央に設けられ、右手には土産物店、左手にはレストラン街がある。
搭乗口は数字ではなくアルファベットで割り当てられ、東側から西側に向かってAからFまで設けられている。
この内、国内線の搭乗口は4か所あり、保安検査場から見て左からA,B,C,Dと並んでいる。現在は、基本的に
- 搭乗口Aと搭乗口BをJALグループ便
- 搭乗口Bはジェットスターも使用する。
- 搭乗口A、搭乗口Cと搭乗口DをANA便（搭乗口Aは原則JALグループメインの運用のため一部の時間帯のターボフロップ機のみと、大幅な遅延時などに大型機が使用することもある。実際に2023年にはANAの777-300も使用した。搭乗口CはPBBが2基設置されたワイドボディ機対応の3番スポットに直結しているため羽田便メインで那覇便でも使用、搭乗口Dは小型機運航の伊丹･中部便中心での使用となっている。なお、運航状況に応じてJALグループでの使用が発生し得る為、JALグループ用の改札機も設けられている）

という棲み分けがされている。 国際線の搭乗口は、国際線開設から長らくEの1箇所のみとなっていたが、国際線エリアの増築に伴い新たに搭乗口Fが設けられている。搭乗口通過後に各機体が駐機されたゲートに向かう事になり、こちらはスポットに合わせてゲート1〜5まで割り当てられており、各搭乗口上の案内でも表示される。現ターミナル供用開始当時は現在の4番ゲートを5番ゲートとして4番を欠番にしていたが、後に欠番を設けない形で順に番号が充て直されている。
なお、2023年6月に保安検査の認証端末及び搭乗口の改札機が航空会社を問わない共通仕様の機器に刷新された為、A〜Dの国内線搭乗口全てで各社の取り扱いが可能となっている。
2024年には、2スポット増設される予定、国際線が常時2スポットのうち1スポットは国内国際線共用化される予定。
長らく制限エリアである搭乗待合室と、制限エリア外とで会話ができる電話が設置されており、出発直前まで見送り客と搭乗客とでやりとりすることができるようになっていたが、設置箇所付近の制限エリア内外それぞれに喫煙室が設けられた際に撤去されている。また、地元出身の航空機研究者・二宮忠八が設計した飛行機の模型が展示されている。
空港ターミナルビルの管理・運営は、1956年の民間航空の供用以来、伊予鉄道（現・伊予鉄グループ）が行っていたが、1978年から松山空港ビル株式会社が行っている。

### ラウンジ
- 空港ラウンジ
  - サクララウンジ - JAL上級会員専用ラウンジ
  - ANAラウンジ - ANA上級会員専用ラウンジ
  - ビジネスラウンジ - クレジットカード・有料ラウンジ
  - スカイラウンジ - クレジットカード・有料ラウンジ

### 松山空港ビル
松山空港ビル株式会社（まつやまくうこうビル）は、当空港ターミナルビルの賃貸・管理等を行うために設立された企業である。
1978年設立。その後、1991年に新旅客ターミナルビル、1992年に新貨物ターミナルビル、1994年に国際線ターミナルビルの供用を相次いで開始している。
株主には、伊予鉄グループを筆頭に、自治体（愛媛県・松山市）のほか、就航会社の日本航空やANAホールディングス・金融機関（伊予銀行・愛媛銀行・愛媛県信用農業協同組合連合会）および地元メディア（愛媛新聞社・南海放送・テレビ愛媛）が名を連ねている。

## 就航路線

### 国内線
- ()内は3レターコード
- ★は格安航空会社

| 航空会社                       | 就航地                                       |
| ------------------------------ | -------------------------------------------- |
| 日本航空(JAL)                  | 東京/羽田、大阪/伊丹、福岡、鹿児島           |
| 全日本空輸(ANA)                | 東京/羽田、大阪/伊丹、名古屋/中部、沖縄/那覇 |
| ジェットスター・ジャパン(JJP)★ | 東京/成田                                    |

### かつての国内線定期就航路線
過去には、仙台空港・松本空港・小松空港・名古屋飛行場・関西国際空港・岡山空港・広島西飛行場・高知空港・熊本空港・大分空港・宮崎空港・新千歳空港への路線が就航していた。

### 国際線
- ()内は2レターコード

| 航空会社          | 就航地                      |
| ----------------- | --------------------------- |
| 中国東方航空 (MU) | 上海/浦東週2便 (月・金)     |
| チェジュ航空(7C)  | ソウル/仁川1日2便           |
| エアプサン(BX)    | 釜山週3便（火金日）         |
| エバー航空(BR)    | 台北/桃園週3便 (水・木・日) |

### 運休・廃止した路線・航空会社
- アシアナ航空 (OZ) 
  -  ソウル/仁川 : 就航時から週3便（火・金・日）。エアバスA320・A321型機。2016年9月27日より運休[25]。

### 利用状況
| 行き先       | 旅客数    | 国内線順位 |
| ------------ | --------- | ---------- |
| 東京国際空港 | 約122万人 | 上位14位   |
| 大阪国際空港 | 約045万人 | 上位50位   |

## 就航都市

### 国内線
- 関東：東京/羽田、東京/成田
- 東海：名古屋/中部
- 近畿：大阪/伊丹
- 九州・沖縄：福岡、鹿児島、沖縄/那覇

### 国際線
- 韓国：ソウル/仁川・釜山/金海
- 中国：上海/浦東
- 台湾：台北/桃園

## 交通
松山空港に鉄道は乗り入れていない。距離的には伊予鉄道の余戸駅や鎌田駅が近いが、徒歩で40分以上かかる。

### リムジンバス
- 伊予鉄バス
  - 松山空港発
    - 松山空港→JR松山駅前→愛媛新聞社前→松山市駅
    - 松山空港→JR松山駅前→愛媛新聞社前→松山市駅→大街道→南町県民文化会館前→道後温泉駅前

  - 松山空港行き
    - 道後温泉駅前→南町県民文化会館前→大街道→愛媛新聞社前→JR松山駅前→松山空港
    - 松山市駅→松山空港
- いずみ観光
  - 松山空港 - 菊間遍照院 - 太陽石油前 - 星の浦海浜公園 - 紺原八代モータース - 岡山理科大学今治キャンパス - JR今治駅 - 今治国際ホテル - 鳥生ゲオ - コーポ唐子マルナカ - 郷桜井 - 湯ノ浦 - 休暇村（休暇村瀬戸内東予）
- 肱南観光バス
  - 松山空港 - 内子インター口（五十崎口バス停） - 肱南観光バス本社営業所前 - JR大洲駅 - JR八幡浜駅

### 一般路線バス
松山市中心部までは日中約15分間隔でバスが運行されている。空港-松山駅間で空港通りを経由するため新空港通りを経由するリムジンバスより数分余計に所要時間がかかるが、賃率が異なっておりリムジンバスより安価である。
- 伊予鉄バス
  - [52]道後温泉駅前、湯の山ニュータウン、湧ヶ淵行（JR松山駅前、松山市駅、大街道[27]経由）
  - [53]松山市駅行（JR松山駅前経由）

### 高速バス
- とさでん交通
  - ホエールエクスプレス 高知駅バスターミナル行き（1往復のみ）

### 乗合タクシー
- 愛媛近鉄タクシー（松山空港乗合シャトル）
  - 西条市・新居浜方面。

### 自動車
松山市中心部からのアクセスは愛媛県道18号松山空港線（通称：空港通り）を経由するのが一般的となっている。慢性的な交通渋滞が課題となっていたが、1998年に松山空港線の新路線（通称：新空港通り）が供用されたことにより松山市内中心部とのアクセスは改善された。空港リムジンバスも新空港通りを経由する。

松山市郊外からのアクセスは松山外環状道路空港線（松山ICと接続）が整備され、かなり短縮化された。
駐車場は、旅客ターミナルビル前と貨物ターミナル前に公営の駐車場がある（第一駐車場は立体駐車場となっている）。
2019年3月1日　第一駐車場の中央区画の平面駐車場であった場所に6階建て（屋上含む）の立体駐車場が完成、稼働開始。
このほか、旅客ターミナルビルまで送迎付きの民間駐車場も近傍に存在する。
タクシーの場合は、松山駅・松山市駅まで2,000円前後。

### 路面電車乗り入れ計画
伊予鉄道の市内電車をJR松山駅前から南江戸地区まで延伸することが決定している。

この延伸は、最終的な松山空港乗り入れを視野に入れており、愛媛県の中村時広知事は、自身の2期目の政策として空港までの市内電車延伸に対する意欲を示している。また、松山市長に再選された野志克仁も、「低床の連結路面電車の導入や、伊予鉄道路面電車の松山空港への延伸を進めていきたい」という展望を述べるなど、実現に向けた動きが加速している。
2015年からは愛媛県・松山市・伊予鉄道らにより「松山空港アクセス向上検討会」を設置し、JR松山駅前停留所から延伸する松山空港線・新玉49号線・旧松山空港線経由の「市内線乗り入れルート」3ルートと郡中線から分岐し旧松山空港線を経由する「郊外線接続ルート」1ルートの計4ルートで併用軌道または高架線整備による検討を行い、2018年に現状では採算性が厳しいとしつつ空港バス廃止を前提に空港利用者・沿線居住人口の増加、沿線開発誘発と来訪需要増加、坊っちゃん列車乗り入れによる新規観光客誘客、既存・新設区間での表定速度向上、新技術工法によるコスト削減、自動運転導入の9条件を満たすことで費用対効果があるとの試算が示されている。

## 周辺

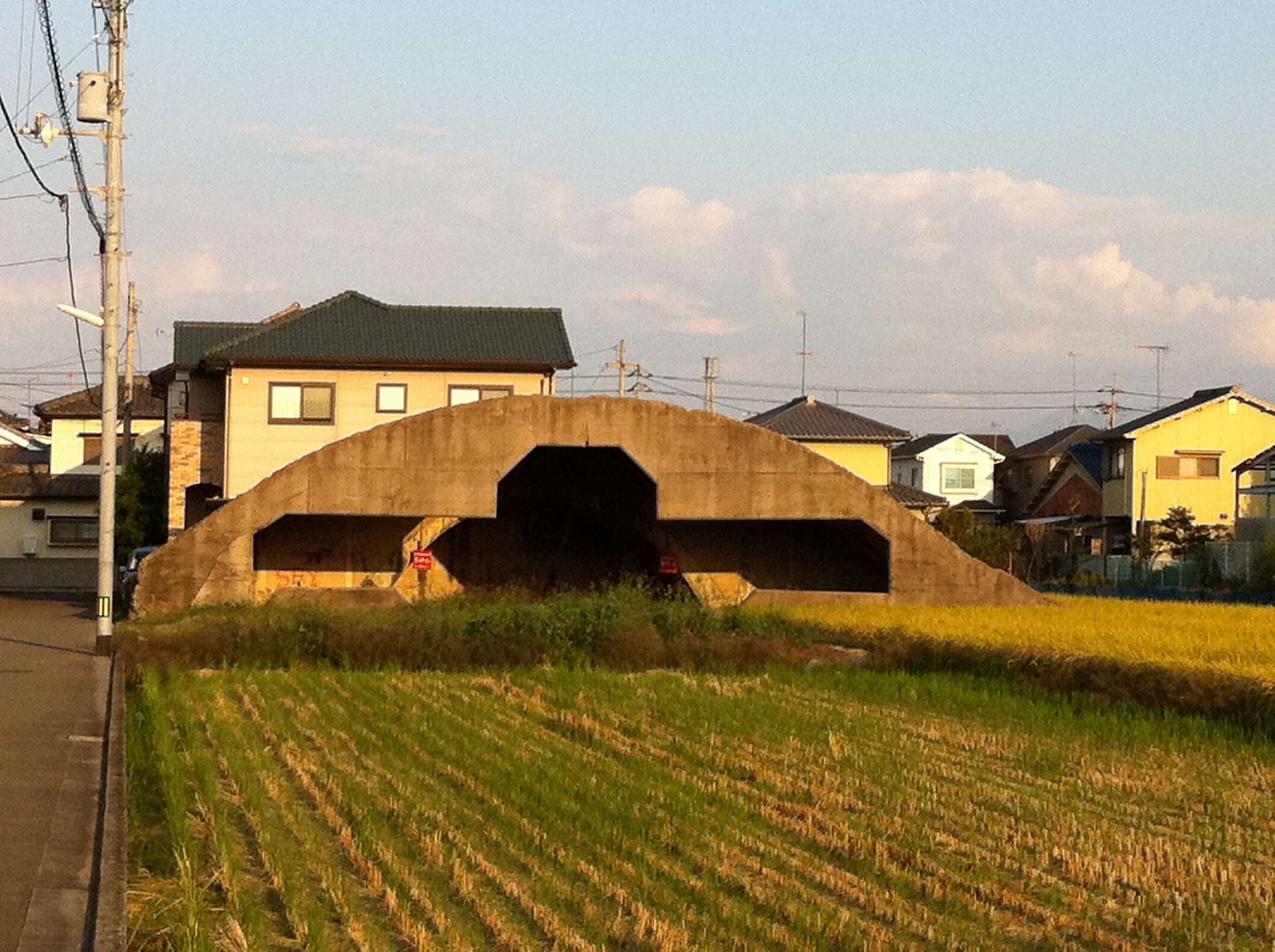
旧海軍航空隊の掩体壕
（松山市南吉田町）

- 2019年2月現在、空港周辺のうち、西は瀬戸内海に面し、南と北は帝人をはじめとした工場群や下水処理場、東には住宅と工場・倉庫等が混在しているほか一部に水田などがあるが、大型の商業施設や観光施設などはない。
- 空港近くの南吉田地区には松山海軍航空隊基地の遺構である掩体壕が3か所に現存している。
- ターミナルから滑走路をはさんで西側には公園が整備されている。
- 空港の北側に存在する北吉田公園は、飛行機、管制塔など、空港に関する遊具が存在する。

## 事故・事件
- 1966年11月13日、大阪発の全日本空輸533便（日本航空機製造YS-11）が着陸に失敗して伊予灘に墜落、乗員乗客50人全員死亡。全日本空輸にとって2月4日に起きた羽田沖での墜落事故に次いで、この年2回目の墜落死亡事故となり、経営危機となり日本航空の支援を受けることになった。
- 2009年10月10日午後3時半頃、同空港に着陸予定だった自家用プロペラ機「パイパーPA-28」型機が胴体着陸を行った。乗員にけがはなかった。操縦者は「車輪を一度出したものの、空港まで遠かったので収納したが、そのまま着陸前に出すのを忘れてしまった」と供述している[38]。